# Magic Johnson
Earvin „Magic“ Johnson Jr. (n. 14 august 1959, Lansing, Michigan, SUA) este un fost jucător de baschet american. Împreună cu Larry Bird, Johnson a fost în anii 1980 printre cei mai buni jucători profesioniști de baschet din liga "National Basketball Association" (NBA), din America de Nord. Magic Johnson are o înălțime de 2,06 m, el era renumit prin pasele și driblingul lui ieșite din comun. După ce câștigă cu echipa titlul de campion la Highschool, va câștiga titlul de campion cu echipa "Los Angeles Lakers", fiind ales ca cel mai bun jucător de baschet de NBA Finals MVP Award. În anii 80 ajunge de 9 ori în finala NBA. Cariera sa sportivă de profesionist se crede încheiată în anul 1991, când se retrage după ce va fi testat pozitiv de SIDA. În anul 1992 revine și câștigă „Dream Team“ fiind considerat ca cel mai bun jucător din turneu. În același an câștigă cu echipa medalia de aur la Jocurile Olimpice de vară din 1992 în Barcelona. Va urma o perioadă de patru ani de repaus, după care va juca 32 de meciuri la echipa Lakers.